# Ауденрейн
Ауденрейн (нід. Oudenrijn) — селище в нідерландській провінції Утрехт. Входить до муніципалітету Утрехт.
До 1954 року мало статус окремого муніципалітету.